# Artésiens
Pour les articles homonymes, voir Artésien (homonymie).
En français, le mot Artésiens peut désigner :
- sur le plan traditionnel, les Artésiens sont les habitants de l'Artois au sens restreint, une région naturelle de France limitée à la région d'Arras et Houdain.
- sur le plan culturel et linguistique, les locuteurs du patois picard artésien ;
- sur le plan historique :
  - dans l'histoire, il désigne l’ensemble des habitants de l'ancien comté puis gouvernement général militaire d'Artois.

## Ethnonymie
Mentionné sous la forme Artisien au XIIIe siècle, ce nom désigne un habitant de l'Artois depuis au minimum 1530. Il est issu de Artois et du suffixe -ien. Du substantif latin Adartesia — qui désigne le canton septentrional de l'Artois primitif — a été formé, par le retranchement de la première syllabe, Artesia, Artenses, Artesienses et de ces mots, ont été formés Artois et Artésiens.
Sobriquets donnés à la population artésienne par les provinces voisines : Les Artésiens boyaux rouges, Les hauguineurs artésiens ; et par rapport à l'Artois : Camus comme un chien d'Artois.

## Origines
Les Atrébates, nommés dans les anciennes notices des Gaules Atrabates, Atravates ou encore Atrevates, ne sont pas clairement connues avant César. Béat Rhénan les fait descendre des Germains et avant cet empereur, ils étaient réputés en tant qu'anciens Belges. La plus ancienne ville des Atrébates serait celle d'Arras et leur pays embrassait à peu près toute l'étendue du diocèse d'Arras (dans ses frontières du XVIIIe siècle). 
Quelques auteurs ont fait trois divisions de ces Atrébates : la première depuis les collines de l'Artois jusqu'à la Lys nommée Escrebieu, la seconde autour d'Arras depuis les collines de l'Artois jusqu'à Bapaume et l'Authie nommée Artois propre, la troisième depuis Douai jusqu'à Valenciennes que l'on nomme Ostrevent. D'autre part, l'ancien Artois se distingue du comté moderne, car ne renfermant ni l'Ostrevant ni le pays de Térouane, il comprenait au Moyen Âge que les bailliages d'Arras, de Bapaume, Lens et Béthune.
Selon M. Hennebert, les Atrébates et les Morins étaient originairement grossiers, indisciplinés, errants dans les bois et les marais pour y trouver de quoi se nourrir et se vêtir, exerçant la piraterie avec des barques légères et peu solides. En un mot ils étaient « sauvages », ne respirant que l'indépendance, livrés à leurs penchants criminels et ne prosessant d'autre religion que l'idolâtrie. Tout le pays qui les entourait était une terre déserte, sablonneuse, aride, hérissée de forêts et de montagnes, tellement aquatique qu'elle était inhabitable. Néanmoins, ils jouissent de la réputation d'avoir conservé la lumière évangélique avec plus de soin que d'autres nations ; le grand nombre de retraites religieuses et d'Églises qu'on leur a construites, a sans doute beaucoup contribué à la conservation du dépôt de leur foi. Les anciens Artésiens, après leur soumission à l'obéissance des Romains, en suivirent la religion.
L'Artois fait partie des Pays-Bas espagnols pendant la renaissance. À la suite des traités des Pyrénées (1659) et de Nimègue (1679), la population artésienne devient définitivement française.

## Description des Artésiens
D'après un mémoire de M. Bignon rédigé en 1698 : l'activité, l'ardeur, l'industrie ou le savoir-faire sont des caractères assez rares dans la province d'Artois, mais il est peu de peuples où l'on trouve aussi ordinairement plus de bonne foi, d'honneur, de probité et où ceux qui ont à traiter avec les habitants, soient mieux reçus lorsqu'ils apportent ces mêmes dispositions. Leur procédé sûr et sincère les met en droit d'exiger la même droiture et la même fidélité. Aussi y répondent-ils par la plus parfaite confiance. Mais leur éloignement est sans retour, si on leur manqua. Quoiqu'aux premières approches, ils paraissent difficiles et enveloppés, ils sont civils, ouverts, fournis et reconnaissants. Leur manière d'agir, vraie, unie et simple, est soutenue de discernement et de bon sens. Ils sont nés tranquilles et exempts des agitations d'esprit, qui mettent les hommes dans de grands mouvements ; mais ils n'en sont pas moins laborieux, très appliqués  dans leurs états au genre de vie qu'ils ont embrassé, exacts à leurs devoirs, attachés à la religion, ainsi que jaloux de leurs privilèges et de leurs coutumes. Tout établissement nouveau, quoique indifférent à leurs usages, les alarme, les mortifie et les égare. Il n'y a rien au contraire que l'on n'obtienne d'eux, en s'accommodant à leurs mœurs et en tempérant avec humanité et douceur l'autorité qu'on pourrait employer. Il suffit même souvent d'en être revêtu sans en faire un grand usage, les esprits étant naturellement portés à l'obéissance.

En finissant le même mémoire il dit, en parlant de leur administration, que rien n'égale le zèle et l'amour de ceux qui composent les États, que chacun y concourt avec ardeur à l'utilité publique, que personne ne se prévaut de ses droits, que rien n'égale leur obéissance aux ordres du Roi, qu'ils ne délibèrent jamais que pour exécuter ce qu'il désire et pour faire une égale répartition des charges. L'ancien intendant Bignon refuse aux Artésiens l'industrie, dit Hennebert. Au XVIIIe siècle, on connaît en effet plus d'un canton en Artois où elle semble étouffée par une aveugle routine qui guide les artistes. On s'y plaint encore communément du défaut d'activité chez la plupart des ouvriers. On est contraint de surveiller à leurs travaux, autant pour les diriger que pour les motiver par des moyens conformes à leurs inclinations, autrement on est leur dupe. Cet auteur dit également que les Artésiennes sont coquettes et, étant foncièrement vertueuses, elles ne sont point dans le cas de se repentir de converser librement avec les hommes.

« Après la cession de l'Artois à la France, il a conservé ses régimes féodal, ecclésiastique et civil par les traités, à titre de « pays conquis », l'Artois continuait également d'être régi par des coutumes et des lois qui lui étaient propres. Ce qui fait que les Artésiens se voyaient à peine comme Français et cela jetait quelquefois du trouble dans leur administration, entretenait parmi eux des préjugés contraires au bien public et les mettaient souvent en querelles avec les Amiénois et leurs autres voisins, cependant la Révolution de 1789 a achevé de les françiser. »

— Panckoucke, Encyclopédie Méthodique, tome 3, Paris, 1790

## Langage
La région parle plusieurs variantes plus ou moins similaires les unes entre les autres, issues du picard. 
Au XVIIIe siècle, de l'avis d'Hennebert, le peuple s'exprime mal, surtout à Arras. Ceux dont l'éducation n'a pas été soignée, confondent les genres des noms, manquent d'expressions, connaissent peu le terme propre de la chose qu'ils voudraient exprimer et sont verbeux. Les Artésiens bien élevés n'ont pas la démangeaison de parler plus qu'il ne convient, ni d'interrompre le discours de quelqu'un. Par ailleurs, l'accent provincial se fait moins sentir à Hesdin que dans les autres villes d'Artois à cette époque.

## Usages et coutumes
Saint Wast est appelé l'« apôtre des Artésiens », parce qu'en l'espace de quarante ans, il renversa toutes leurs idoles, détruisit les temples des faux dieux et bâtit des églises à Jésus-Christ.
À Aire, il est encore d'usage au XVIIIe siècle de mettre beaucoup de bottes de paille en croix, vis-à-vis de la porte d'un mort et d'élever, le jour de l'enterrement, son cercueil sur un haut lit de paille.
À Pas-en-Artois, un vieil usage qui existe encore au début du XVIIIe siècle, est le suivant : le « roi des Guetifs », choisi par l'élection, était toujours pris parmi le peuple ; il avait à ses ordres une compagnie très nombreuse, que l'on nommait « francs-hommes ». Il rendait tous les ans, à la tête de sa compagnie, deux visites aux échevins, le jour de l'an et le jour de la Saint-Martin, patron de la paroisse. Les échevins lui accordaient une gratification, pour se divertir avec sa suite pendant ces deux jours ; c'est alors que se manifestait le but de son institution. Pendant ces deux jours, il prenait connaissance des différends entre maris et femmes, tant du bourg de Pas que des lieux circonvoisins. Lorsqu'une femme était convaincue d'usurper l'autorité maritale, il rassemblait ses gardes, montait sur un âne, conduisait ses francs-hommes à la maison de la femme coupable, arrachait lui-même de la paille de la couverture de chaume et livrait ainsi la toiture aux vengeurs du mari débonnaire. Aussitôt, les francs-hommes se précipitaient sur la maison et, sans y entrer, savaient en peu d'instants la découvrir entièrement.